# زورق حربي من فئة دوبيوك
الزوارق الحربية من فئة دوبيوك Dubuque هي فئة من الزوارق الحربية التي بنتها الولايات المتحدة قبل الحرب العالمية الأولى. وتم تصميم تلك الفئة في عام 1903. 
قامت البحرية الأمريكية بتكليف زورقين حربيين من فئة دوبيوك في عام 1903. وتبلغ سرعة زوارق تلك الفة 12 عقدة، وتسليحها الرئيسي يتكون من ستة بنادق سريعة النيران مقاس 4 بوصات وأربعة بنادق سريعة النيران بستة مدقة في حوامل فردية.